# كارثة دبس بوسطن

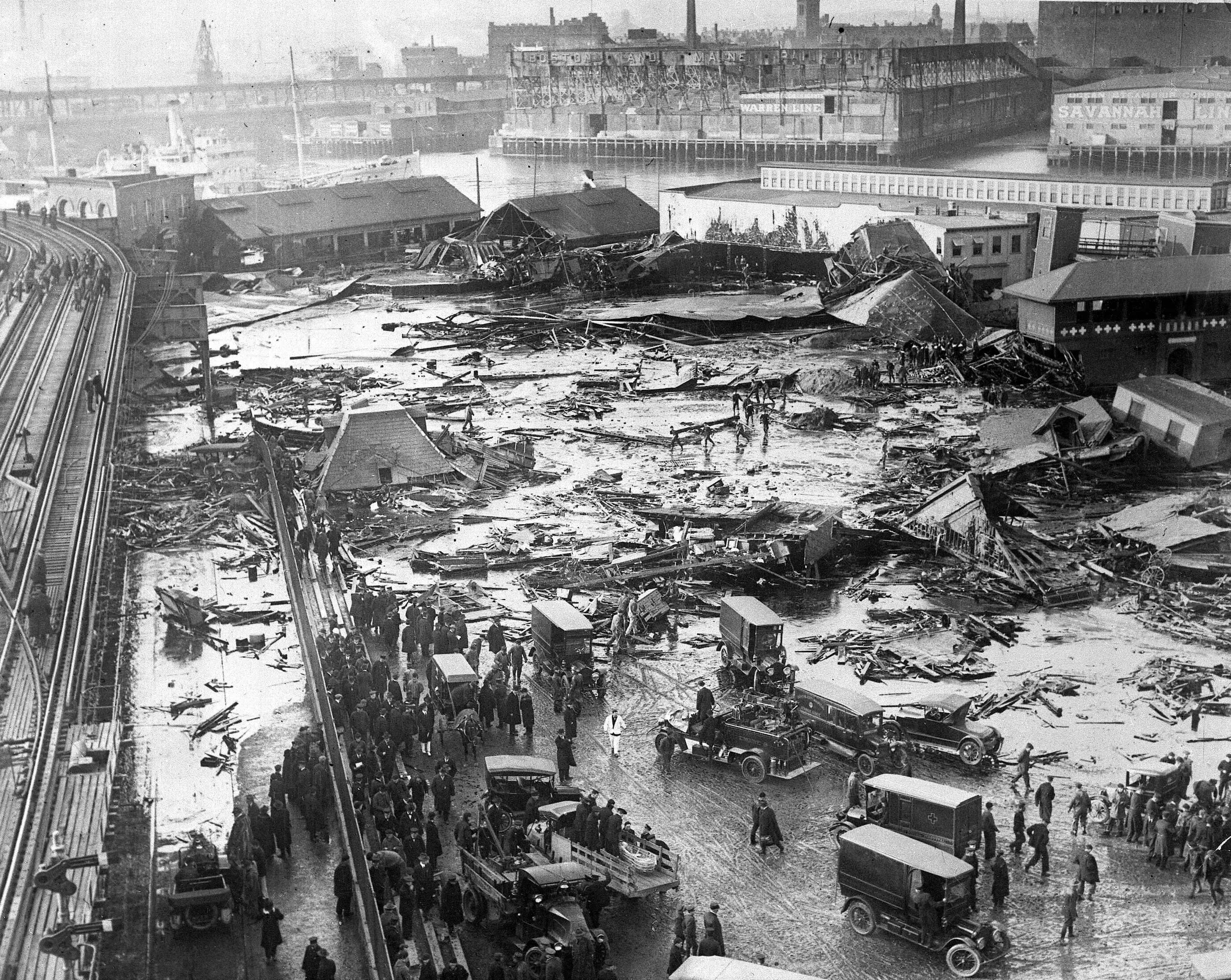
صورة لبعد حادثة دبس بوسطن.

كارثة دبس بوسطن (بالإنجليزية: Boston Molasses Disaster)‏ تعرف أيضا باسم فيضان الدبس الكبير، حدثت في 15 يناير 1919 في أقصى شمال ولاية بوسطن، في ماساتشوستس في الولايات المتحدة، حيث انفجر صهريج كبير من الدبس واندفعت كميات كبيرة من الدبس في شوارع بوسطن بسرعة تقدر 35 كم/ساعة متسببة في مقتل 21 شخصا وإصابة أكثر من 150 بجروح، دخل هذا الحدث الفلكلور المحلي للمدينة، حيث أن بعض السكان بقو يدعون لعشرات السنوات أن المنطقة بقيت تفوح منها رائحة الدبس في فصل الصيف.